# 호소카와 가쓰모토

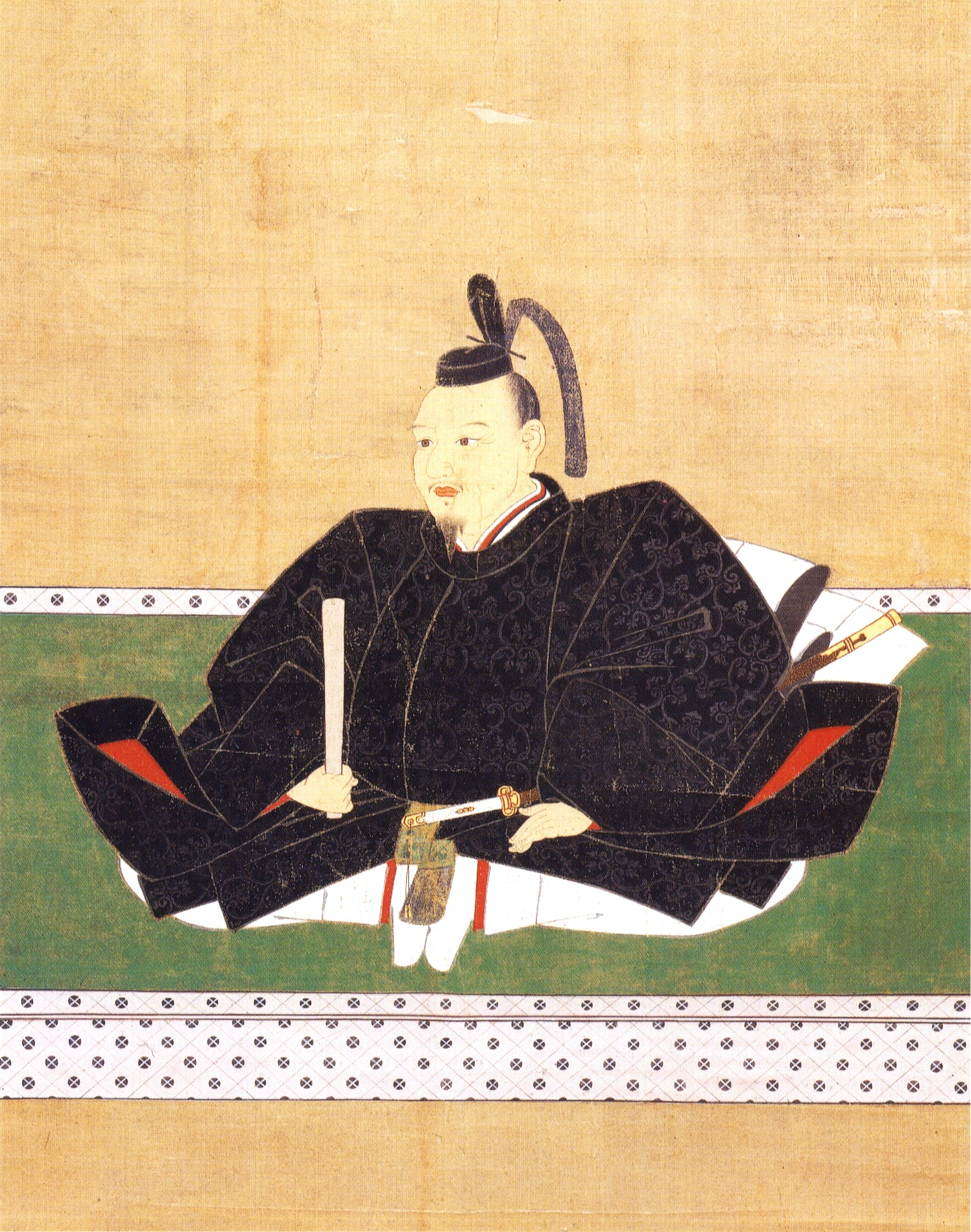
호소카와 가쓰모토

호소카와 가쓰모토(일본어: 細川勝元, 1430년~1473년)은 일본 무로마치 시대의 유력 슈고 다이묘이자, 쇼군가 아시카가 가문의 방계로 간레이직을 돌아가며 맡는 세 가문 중 하나인 호소카와 가문(細川氏)의 당주이다.
오닌의 난 동군 총수로서, 장인인 서군의 총수 야마나 소젠(山名宗全)과 대립하였다.

## 생애

### 가독·간레이직 상속
에이쿄 2년(1430년), 호소카와 모치유키(細川持之)의 적남으로 태어났다.
가키쓰 2년(1442년) 8월, 부친 모치유키가 사망하자, 열 세살의 나이로 가독을 계승하였다. 이 때 제 7대 쇼군 아시카가 요시카쓰(足利義勝)에게 헨기(偏諱)로 가쓰(勝) 자를 받아 가쓰모토(勝元)라는 이름을 얻고, 숙부 호소카와 모치카타(細川持賢)의 후견을 받으며 셋쓰국, 단바국, 사누키국, 도사국의 슈고가 되었다.
분안 2년(1445년), 하타케야마 모치쿠니(畠山持国)의 뒤를 이어 16세의 나이로 간레이 직에 취임하고, 이후에도 총 세 차례(1445년~1449년, 1452년~1464년, 1468년~1473년)에 걸쳐 통상 23년 간이나 간레이직을 역임하여, 막부 정치에 큰 영향력을 행사하였다.

### 세력 다툼
오닌의 난에서 쌍방 총수로서 적대 관계에 있었기 때문에, 호소카와 가쓰모토와 야마나 소젠은 사이가 좋지 않았다고 알려져 있으나, 당초에는 그렇지도 않았다. 당시, 호소카와 가문은 일족을 다 합하여 9개 구니의 슈고였는데, 야마나 가문은 가키쓰의 난(嘉吉の乱) 때 아카마쓰 가문(赤松氏)을 물리친 공적으로 아카마쓰 가문의 영지를 얻어 총 8개 구니의 슈고가 되었다. 이 때문에, 가쓰모토는 소젠과 싸우는 것은 현명한 방책이 아니라고 여기고, 소젠의 양녀를 정실로 맞아들이는 것으로 야마나 가문과 협조 체제를 구축하였다.
이리하여 하타케야마 가문(畠山氏)의 가독 상속을 둘러싸고 내분이 일어났을 때, 가쓰모토는 정적인 하타케야마 모치쿠니를 실각시키기 위하여 장인 야마나 소젠과 함께 모치쿠니의 조카 하타케야마 마사히사(畠山政久)를 지원하여 모치쿠니의 아들 하타케야마 요시나리(畠山義就)를 추방하는 데 성공하였다. 그러나 제 8대 쇼군 아시카가 요시마사(足利義政)와 가쓰모토는 가키쓰의 난으로 몰락한 아카마쓰 가문의 재흥을 지원하려고 하였는데, 아카마쓰 가문의 옛 영지를 가지고 있던 소젠은 당연히 아카마쓰 가문의 재흥을 강경하게 반하였다. 이 때문에, 소요시마사가 소젠 토벌령을 내렸으나, 이때는 가쓰모토가 소젠을 변호한 덕택에 소젠은 토벌을 면했다.
그러나 야마나 가문의 세력이 가쓰모토의 상상 이상으로 급속히 확대되어가자, 가쓰모토는 좀처 소젠을 위험시하게 되었다. 그리하여 시바 가문(斯波氏)의 가독 분쟁(부에이 소동(武衛騒動))에서는 소젠이 인척관계인 시바 요시카도(斯波義廉)를 지지하자, 가쓰모토는 이에 맞서 시바 요시토키(斯波義)를 지지하였다. 또한, 소젠이 일찍부터 반대해온 아카마쓰 가문의 재흥 문제에서도 가쓰모토는 아카마쓰 가문을 적극적으로 지원하여, 결국 아카마쓰 마사노리(赤松政則, 가키쓰의 난을 일으킨 장본인 아카마쓰 미쓰스케의 동생 아카마쓰 요시마사의 손자)를 가가 반국의 슈고로 세우고, 아카마쓰 가문을 재흥시켰다.
더욱이 가쓰모토가 감합무역 문제로 오우치 노리히로(大内教弘), 고노 미치하루(河野通春)와 적대하게 되자, 소젠은 이들을 지원하는 등, 호소카와 가문과 야마나 가문의 대립 구도가 생겨나기 시작하였다. 또한, 처음에 후사가 없었던 가쓰모토는 소젠의 아들 야마나 도요히사(山名豊久)를 양자로 삼았으나, 분쇼 원년(1466년)에 친아들 호소카와 마사모토(細川政元)가 태어나자 도요히사를 폐적하고 출가시켜 불문에 입적시키는 등, 양가의 관계 악화가 명백해져 갔다.
분쇼 원년(1466년), 아시카가 요시마사가 정실 히노 도미코(日野富子)와의 사이에서 아들 아시카가 요시히사(足利義尚)를 얻자, 아시카가 쇼군 가문에서도 쇼군직 계승을 둘러싸고 후계자 분쟁이 시작되었다. 이 때, 요시마사의 측근 이세 사다치카(伊勢貞親)와 기케이신즈이(季瓊真蘂)는 당초 후계자로 지명되었던 쇼군 요시마사의 동생 아시카가 요시미(足利義視)를 폐적하고, 요시히사를 후계자로 삼을 것을 쇼군에게 진언하였다. 그러나 가쓰모토는 요시미를 지지하며 이에 반대하였고, 더욱이 소젠도 사다치카가 막부 내에서 권력을 강화하는 것을 못마땅하게 여겨왔던 터라, 이 때는 가쓰모토와 손을 잡았다. 가쓰모토와 소젠이 함께 쇼군 요시마사에게 사다치카와 신즈이의 추방을 강경하게 주장하여, 이를 실현시켰다(분쇼의 정변). 이 정변으로 시바 요시토키와 아카마쓰 마사노리도 실각했으나, 후에 복권되었다.
사다치카와 신즈이의 추방으로 쇼군 가문 내부의 실력자가 없어지게 되자, 야마나 소젠은 12월에 추방되었던 하타케야마 요시나리를 상락시켜 요시마사와 대면시키고 사면령을 받아내었다. 더욱이 이듬해 오닌 원년(1467년) 1월, 소젠은 요시마사에게 청원하여 가쓰모토가 지지하는 하타케야마 요시나가(畠山政長, 하타케야마 마시히사의 동생)의 간레이직을 몰수하고 출사 정지 처분을 내리게 하고, 그를 대신하여 자신이 지원하는 시바 요시카도를 간레이로 취임시키는데 성공하였다. 이런 상황에 이르자 가쓰모토와 소젠은 무력 충돌을 피할 수 없게 되었다.

### 오닌의 난
최초의 충돌은 하타케야마 요시나리와 하타케야마 마사나가가 가미고료 신사(上御霊神社)에서 맞부딪친 것으로 시작되었다(고료 전투(御霊合戦)). 이에 대하여 소젠은 고하나조노 상황·고쓰치미카도 천황의 신병을 확보하여 요시나리를 지원한데 반하여, 가쓰모토는 쇼군 요시마사의 명령으로 하타케야마 가문의 내분에 관여하는 것을 금지당하여 마사나가를 지원하지 못하였기 때문에, 이 전투에서는 당연히 소젠 측의 요시나리가 승리하였다.
그러나 5월 25일, 천황을 옹립한 소젠에 맞서 가쓰모토는 막부를 점령하고 쇼군을 옹립하여, 5월 26일에는 야마나 측에 싸움을 걸었다(오닌의 난). 호소카와 가쓰모토가 이끄는 군세는 동군, 야마나 소젠이 이끄는 군세는 서군이라고 불렸다. 가쓰모토는 쇼군 요시마사에게서 소젠 토벌령을 받았으나, 전황은 일진 일퇴를 거듭하는 호각지세이었다. 또한, 가쓰모토는 아카마쓰 마사노리를 지원하여 야마나 가문의 영지로 침공시키고, 일시적으로 소젠에게 빼앗겼던 상황과 천황의 신병을 확보하는 등, 총체적인 전황은 점차 동군에게 유리하게 전개되어 갔으나, 결정타를 날리지는 못하였다. 오닌 2년(1468년) 윤 10월, 요시마사가 이세 사다치카를 복직시키자, 가쓰모토는 요시히사를, 소젠을 요미시를 지원하여 서로 반대 입장으로 바뀌는 등, 전황도 변화무쌍한 가운데, 분메이 4년(1472년)에 가쓰모토는 소젠과 화해 교섭을 진행하였으나, 아카마쓰 마사노리 등의 강경한 반대로 결렬되었다.
분메이 5년(1473년) 3월에 숙적 소젠이 사망하여 드디어 우세를 점하였으나, 그것도 잠시, 가쓰모토 자신도 소젠의 뒤를 따르듯이 5월 11일에 사망하였다. 향년 44세.
가독은 아들 마사모토(政元)가 계승하였다. 사인은 병사라고 전해지나, 일설로는 야마나 측의 암살설도 주장되고 있다.

## 인물
- 선종을 신앙하여, 류안지(龍安寺)와 류코지(竜興寺)를 건립하고, 잉어 요리에도 정통했다고 한다.
- 스스로 의술을 연구하여 의서 《레이란슈(霊蘭集)》를 저술하였고, 와카와 회화에도 뛰어난 재능을 보인 문화인이었다.
- 가쓰모토는 정치적 재능이 뛰어나서 여러 가문의 가독 분쟁에 개입하는 등 막강한 정치적 영향력을 행사하였으나, 마찬가지로 그 이유로 오닌의 난을 발발시키고 고쿠진층의 대두를 불러오는 등, 결과적으로 센고쿠 시대의 막을 올린 장본인 중 한 사람으로 지목된다.

## 같이 보기
- 꽃의 난(NHK 대하드라마)

| 전임 호소카와 모치유키 | 게이초 호소카와 가 당주 | 후임 호소카와 마사모토 |

| 전임 하타케야마 모치쿠니 시바 요시카도 | 제16, 18, 21대 관령 | 후임 하타케야마 모치쿠니 하타케야마 마사나가 |